# Tân Phú, Tân Sơn
Tân Phú là thị trấn huyện lỵ của huyện Tân Sơn, tỉnh Phú Thọ, Việt Nam.

## Địa lý
Thị trấn Tân Phú có vị trí địa lý:
- Phía đông giáp xã Mỹ Thuận và xã Minh Đài
- Phía tây giáp xã Thạch Kiệt
- Phía nam giáp xã Xuân Đài
- Phía bắc giáp xã Thu Ngạc.

Thị trấn Tân Phú có diện tích 20,87 km², dân số năm 2023 là 7.755 người, mật độ dân số đạt 371 người/km².

## Hành chính
Thị trấn Tân Phú được chia thành 12 khu dân cư: 1, 2A, 2B, 3, 4, 5A, 5B, 6, 8, 9, 10A, 10B.

## Lịch sử
Năm 1945, địa bàn xã Tân Phú có 3 xóm: Sặc, Vỳ, Chò.
Cuối năm 1946, Quốc hội và Chính phủ nước Việt Nam dân chủ Cộng hòa ban hành Quyết định về việc thành lập xã Tân Phú thuộc liên xã Thạch Kiệt, huyện Thanh Sơn, tỉnh Phú Thọ.
Năm 1954, Chính phủ ban hành Quyết định về việc thành lập xã Tân Phú trên cơ sở khoảng 700 nhân khẩu và 4 xóm của liên xã Thạch Kiệt.
Ngày 12 tháng 10 năm 2016, UBND tỉnh Phú Thọ ban hành Quyết định số 2590/QĐ-UBND về việc công nhận xã Tân Phú đạt tiêu chuẩn đô thị loại V.
Ngày 14 tháng 11 năm 2024, Ủy ban Thường vụ Quốc hội ban hành Nghị quyết số 1282/NQ-UBTVQH15 về việc sắp xếp đơn vị hành chính cấp xã của tỉnh Phú Thọ giai đoạn 2023 – 2025 (nghị quyết có hiệu lực từ ngày 1 tháng 1 năm 2025). Theo đó, thành lập thị trấn Tân Phú thuộc huyện Tân Sơn – thị trấn huyện lỵ của huyện Tân Sơn trên cơ sở toàn bộ 20,87 km² diện tích tự nhiên và quy mô dân số là 7.755 người của xã Tân Phú.